# Luxemburger Wort
«Люксембургер ворт» (люкс. Luxemburger Wort — «Слово Люксембурга»), также Вуа дю Люксамбур (фр. La Voix du Luxembourg — «Голос Люксембурга») — люксембургская ежедневная газета, издающаяся компанией Saint-Paul Luxembourg c 23 марта 1848 года. С 17 марта 2005 по 22 марта 2008 года газета выходила под названием d’Wort, но её полное название оставалось d’Wort — Luxemburger Wort für Wahrheit und Recht. Это в первую очередь немецкоязычная газета, хотя в ней есть небольшие рубрики на люксембургском и французском языках.
Ежедневный тираж газеты составляет 81 003 экземпляров, количество читателей — 176 200, что делает газету самой популярной в Люксембурге.